# Henrik Blakskjær
Henrik Blakskjær, né le 8 juillet 1971 à Skødstrup, est un skipper danois.

## Carrière
Henrik Blakskjær participe dans la catégorie du soling aux Jeux olympiques d'été de 2000, il remporte le titre olympique dans cette catégorie de voile.